# Как читать книги
«Как чита́ть кни́ги» (англ. How to Read a Book) — книга Мортимера Адлера о критическом чтении и понимания книг, написанная в 1940 году. В 1972 году он стал соавтором сильно переработанного издания с редактором Чарльзом Ван Дореном, в котором даются рекомендации по критическому чтению хороших и великих книг любой традиции. Редакция 1972 года, в дополнение к первому изданию, рассматривает жанры (поэзия, история, наука, художественная литература и т. д.), инспекционное и синтаксическое чтение.

## Издание 1972 года
«Как читать книги» разделена на четыре части, каждая из которых состоит из нескольких глав.

### Часть I: Аспекты чтения
Адлер объясняет, для кого предназначена книга, определяет различные классы чтения и сообщает, какие классы будут рассмотрены. Он также приводит краткий аргумент в пользу Великих книг и объясняет причины, по которым он написал «Как читать книги».
Существует три вида знаний: практические, информационные и всесторонние. Он обсуждает методы усвоения знаний, приходя к выводу, что практические знания, хотя и могут быть усвоены, не могут быть по-настоящему поняты без опыта; что получить информационные знания может только тот, чье понимание равно пониманию автора; что пониманию лучше всего научиться у того, кто первым достиг такого понимания — «оригинального источника.» Идея о том, что общение непосредственно с теми, кто первым открыл идею, является лучшим способом достижения понимания, является аргументом Адлера в пользу чтения Великих Книг; что любая книга, которая не является оригинальным материалом, уступает ему в качестве источника, и что любой учитель, за исключением тех, кто открыл предмет, который он преподает, уступает Великим Книгам как источнику понимания.
Адлер тратит большую часть этого первого раздела на объяснения, почему он был вынужден написать эту книгу. Он утверждает, что очень немногие люди могут прочитать книгу и понять её, но он считает, что большинство из них способны на это при условии правильной инструкции и желания сделать это. Он намерен предоставить эту инструкцию. Он находит время, чтобы рассказать читателю о том, как, по его мнению, система образования не смогла хорошо обучить студентов искусству чтения, вплоть до бакалавриата и высших учебных заведений. Он приходит к выводу, что из-за этих недостатков в образовании людям приходится самим развивать в себе эти способности. На протяжении всего этого раздела он рассказывает анекдоты и свой опыт в области образования в поддержку этих утверждений.

### Часть II: Три уровня чтения: Аналитическое чтение
Здесь Адлер излагает свой метод чтения научно-популярной книги, чтобы понять её. Он утверждает, что все три различных подхода должны быть сделаны для того, чтобы извлечь максимальную пользу из книги, но выполнение этих трех уровней чтения не обязательно означает чтение книги три раза, так как опытный читатель сможет сделать все три в ходе чтения книги только один раз. Адлер называет подходы «структурным», «интерпретативным» и «критическим».
Структурный подход: Первый этап аналитического чтения связан с пониманием структуры и цели книги. Он начинается с определения основной темы и типа читаемой книги, чтобы лучше предвидеть содержание и понять книгу с самого начала. Адлер пишет, что читатель должен различать практические и теоретические книги, а также определять область науки, которой посвящена книга. Далее Адлер пишет, что читатель должен отметить разделы в книге, и что они не ограничиваются разделами, изложенными в оглавлении. Наконец, читатель должен выяснить, какие проблемы пытается решить автор.
Интерпретационный подход: Второй этап аналитического чтения включает в себя конструирование аргументов автора. Это в первую очередь требует, чтобы читатель отметил и понял любые особые фразы и термины, которые использует автор. Как только это будет сделано, Адлер говорит, что читатель должен найти и понять каждое утверждение, которое выдвигает автор.
Критический подход: На третьем этапе аналитического чтения Адлер направляет читателя на критику книги. Он утверждает, что, поняв предложения и аргументы автора, читатель поднялся до уровня понимания автора и теперь может (и должен) судить о достоинствах и точности книги. Адлер выступает за то, чтобы судить книги, основываясь на обоснованности их аргументов. Адлер говорит, что никто не может не согласиться с аргументом, если только он не может найти ошибки в рассуждениях автора.
Представленный метод иногда называют методом Структура-Утверждение-Оценка (англ. Structure-Proposition-Evaluation (SPE)), хотя этот термин в книге не используется.

### Часть III: Подходы к различным видам материалов для чтения
В части III Адлер кратко обсуждает различия в подходе к различным видам литературы и предлагает прочитать несколько других книг. Он объясняет метод приближения к Великим книгам — прочитайте книги, которые повлияли на данного автора, прежде чем читать произведения этого автора, — и приводит несколько примеров этого метода.

### Часть IV: Конечные цели чтения
Последняя часть книги посвящена четвёртому уровню чтения: синтаксическому чтению. На этом этапе читатель расширяет и углубляет свои знания по определённому предмету, (например, о любви, войне, физике элементарных частиц и т. д.) прочитав несколько книг на эту тему. На последних страницах этой части автор излагает философские преимущества чтения: «развитие разума», более полный опыт о сознательном бытие.

## Список великих книг
1. Гомер — Илиада, Одиссея
2. Ветхий Завет
3. Эсхил — Трагедии
4. Софокл — Трагедии
5. Геродот — История
6. Еврипид — Трагедии
7. Фукидид — История Пелопоннесской войны
8. Гиппократ — Труды по медицине
9. Аристофан — Комедии
10. Платон — Диалоги
11. Аристотель — Труды
12. Эпикур — Письмо Геродоту; Письмо Меноеку
13. Евклид — Начала
14. Архимед — Труды
15. Аполлоний Пергский — Конические сечения
16. Цицерон — Речи; Диалоги
17. Лукреций — О природе вещей
18. Вергилий — Произведения
19. Гораций — Оды
20. Тит Ливий — Ab Urbe condita
21. Овидий — Метаморфозы; Элегии
22. Плутарх — Сравнительные жизнеописания; Моралите
23. Публий Корнелий Тацит — История; Анналы; Германия
24. Никомах — Введение в арифметику
25. Эпиктет — Выступления; Энхиридион
26. Клавдий Птолемей — Альмагест
27. Лукиан — Произведения
28. Марк Аврелий — Размышления
29. Клавдий Гален — О естественных способностях
30. Новый Завет
31. Плотин — Эннеады
32. Аврелий Августин — Исповедь; О граде Божьем; О христианском учении
33. Песнь о Роланде
34. Песнь о Нибелунгах
35. Сага о Ньяле
36. Фома Аквинский — Сумма теологии
37. Данте Алигьери — Божественная комедия; Новая жизнь; Монархия
38. Джефри Чосер — Троил и Крессида; Кентерберийские рассказы
39. Леонардо да Винчи — Записные книжки
40. Никколо Макиавелли — Государь; Беседы о Ливии
41. Эразм Роттердамский — Похвала глупости
42. Николай Коперник — О вращении небесных сфер
43. Томас Мор — Утопия
44. Мартин Лютер — Застольные беседы
45. Франсуа Рабле — Гаргантюа и Пантагрюэль
46. Жан Кальвин — Институты христианской религии
47. Мишель де Монтень — Пробы
48. Уильям Гильберт — О магните
49. Мигель де Сервантес — Дон Кихот
50. Эдмунд Спенсер — Проталамий; Королева фей
51. Фрэнсис Бэкон — Эссе; Преимущества обучения; Novum Organum, Новая Атлантида
52. Уильям Шекспир — Пьесы
53. Галилео Галилей — Sidereus Nuncius, Две новые науки
54. Иоганн Кеплер — Epitome Astronomiae Copernicanae; Гармония мира
55. Уильям Гарвей — О движении сердца и крови у животных; О циркуляции крови; О поколении у животных
56. Томас Гоббс — Левиафан
57. Рене Декарт — Regulae ad directionem ingenii; Рассуждение о методе; Геометрия; Размышления о первой философии
58. Джон Мильтон — Потерянный рай
59. Мольер — Комедии
60. Блез Паскаль — Письма к провинциалу; Мысли; Научные работы
61. Христиан Гюйгенс — Трактат о свете
62. Бенедикт Спиноза — Этика
63. Джон Локк — Письмо о терпимости; Два трактата о правлении; Опыт о человеческом разумении; Мысли о воспитании
64. Жан Расин — Трагедии
65. Исаак Ньютон — Математические начала натуральной философии; Оптика
66. Готфрид Вильгельм Лейбниц — Рассуждение о метафизике; Новые опыты о человеческом разуме; Монадология
67. Даниэль Дефо — Робинзон Крузо
68. Джонатан Свифт — Сказка бочки; Дневник для Стеллы; Путешествия Гулливера; Скромное предложение
69. Уильям Конгрив — Путь мира
70. Джордж Беркли — Трактат о принципах человеческого знания
71. Александр Поуп — Эссе о критицизме; Похищение локона; Опыт о человеке
72. Шарль де Монтескьё — Персидские письма; О духе законов
73. Вольтер — Философские письма; Кандид, или Оптимизм; Карманный философский словарь
74. Генри Филдинг — История приключений Джозефа Эндруса и его друга Абраама Адамса; История Тома Джонса, найдёныша
75. Сэмюэл Джонсон — Тщета человеческих желаний; История Расселасса, принца Абиссинского; Жизнеописание важнейших английских поэтов
76. Дэвид Юм — Трактат о человеческой природе; Политические и моральные эссе; Исследование о человеческом разумении
77. Жан-Жак Руссо — Рассуждении о происхождении неравенства между людьми; О политической экономии; Эмиль, или О воспитании; Об общественном договоре, или Принципы политического Права
78. Лоренс Стерн — Жизнь и мнения Тристрама Шенди, джентльмена; Сентиментальное путешествие по Франции и Италии
79. Адам Смит — Теория нравственных чувств; Исследование о природе и причинах богатства народов
80. Иммануил Кант — Критика чистого разума; Основы метафизики нравственности; Критика практического разума; Философия права; Критика способности суждения; Теория вечного мира
81. Эдуард Гиббон — Упадок и падение Римской империи; Автобиография
82. Джеймс Босуэлл — Дневник; Жизнь Самуэля Джонсона
83. Антуан Лоран Лавуазье — Элементарный трактат химии
84. Александр Гамильтон, Джон Джей, Джеймс Мэдисон — Федералист
85. Иеремия Бентам — Введение в основания нравственности и законодательства; Теория литературы
86. Иоганн Вольфганг фон Гёте — Фауст; Поэзия и правда
87. Жан-Батист Жозеф Фурье — Аналитическая теория тепла
88. Георг Вильгельм Фридрих Гегель — Феноменология духа, Основы философии права; Лекции по философии истории
89. Уильям Вордсворт — Поэмы
90. Сэмюэл Тейлор Кольридж — Поэмы; Литературная биография
91. Джейн Остин — Гордость и предубеждение; Эмма
92. Карл фон Клаузевиц — О ведении войны
93. Стендаль — Красное и чёрное; Пармская обитель; О любви
94. Джордж Гордон Байрон — Дон Жуан
95. Артур Шопенгауэр — Исследование пессимизма
96. Майкл Фарадей — Химическая история свечи, Экспериментальные исследования электричества
97. Чарльз Лайель — Принципы геологии
98. Огюст Конт — Положительная философия
99. Оноре де Бальзак — Отец Горио; Евгения Гранде
100. Ральф Уолдо Эмерсон — Представители человечества; Эссе; Дневник
101. Натаниэль Готорн — Алая буква
102. Алексис де Токвиль — Демократия в Америке
103. Джон Стюарт Милль — Система логики; О свободе; Размышления о представительном правлении; Утилитаризм; Подчиненность женщины; Автобиография
104. Чарлз Дарвин — Происхождение видов; Происхождение человека и половой отбор; Автобиография Чарльза Дарвина
105. Чарлз Диккенс — Записки Пиквикского клуба; Копперфильд; Тяжелые времена
106. Клод Бернар — Введение к изучению экспериментальной медицины
107. Генри Дэвид Торо — Гражданское неповиновение; Уолден, или Жизнь в лесу
108. Карл Маркс — Капитал; Манифест коммунистической партии
109. Джордж Элиот — Адам Бид; Миддлмарч
110. Герман Мелвилл — Моби Дик; Билли Бадд
111. Федор Достоевский — Преступление и наказание; Идиот; Братья Карамазовы
112. Гюстав Флобер — Госпожа Бовари; Три повести
113. Генрик Ибсен — Пьесы
114. Лев Толстой — Война и мир; Анна Каренина; Что такое искусство?; Рассказы
115. Марк Твен — Приключения Гекльберри Финна; Таинственный незнакомец
116. Уильям Джеймс — Принципы психологии; Разнообразие религиозного опыта; Прагматизм; Эссе радикального эмпиризма
117. Генри Джеймс — Американец; Послы
118. Фридрих Ницше — Так говорил Заратустра; По ту сторону добра и зла; К генеалогии морали; Воля к власти
119. Анри Пуанкаре — Наука и гипотеза; Наука и метод
120. Зигмунд Фрейд — Толкование сновидений; Введение в психоанализ; Недовольство культурой; Новое вступление в психоанализ
121. Бернард Шоу — Пьесы
122. Макс Планк — Происхождение и развитие квантовой теории; Куда движется наука ?; Научная автобиография
123. Анри Бергсон — Эссе о непосредственных данных сознания; Материя и память; Творческая эволюция; Два источника морали и религии
124. Джон Дьюи — Как мы думаем; Демократия и образование; Опыт и природа; логика; Теория исследования
125. Альфред Норт Уайтхед — Вступление к математике; Наука и современный мир; Цель образования и другие эссе; приключения идей
126. Джордж Сантаяна — Жизнь разума; Скептицизм и вера животных; Лица и места
127. Ленин — Государство и революция
128. Марсель Пруст — В поисках утраченного времени
129. Бертран Рассел — Проблемы философии; Анализ мышления; Исследование значения и истины; Человеческое знание, его сфера и границы
130. Томас Манн — Волшебная гора; Иосиф и его братья
131. Альберт Эйнштейн — Сущность теории относительности; О методе в теоретической физике; Эволюция физики
132. Джеймс Джойс — Мертвые; Портрет художника в юности; Улисс
133. Жак Маритен — Искусство и схоластика; Степень знания; Права человека и естественный закон; истинный гуманизм
134. Франц Кафка — Процесс; Замок
135. Арнольд Тойнби — Исследование истории; Цивилизация перед судом истории
136. Жан Поль Сартр — Тошнота; Бытие и ничто
137. Александр Солженицын — В круге первом; Раковый корпус